# 唐古特 (辉特部)
唐古特，姓伊克明安，清朝康熙、雍正时期卫拉特蒙古辉特部台吉。
唐古特是青诺颜第巴次子。康熙年间，跟随父亲第巴迁移到青海，附和硕特部游牧。雍正元年（1723年），和硕特部的罗卜藏丹津率兵反清，唐古特的弟弟贡格拒绝归附，派遣兵将帮助清军击敌，被清廷看重。雍正帝令唐古特的部落别为一部，授任贡格为扎萨克一等台吉，即为青海右翼盟的輝特南旗。